# Монтур (округ, Пенсільванія)
Шаблон:StateAbbr_ 41°02′ пн. ш. 76°40′ зх. д. / 41.03° пн. ш. 76.66° зх. д.
Округ  Монтур (англ. Montour County) — округ (графство) у штаті  Пенсільванія, США. Ідентифікатор округу 42093.

## Історія
Округ утворений 1850 року.

## Демографія
За даними перепису 
2000 року 
загальне населення округу становило 18236 осіб, зокрема міського населення було 8324, а сільського — 9912.
Серед мешканців округу чоловіків було 8661, а жінок — 9575. В окрузі було 7085 домогосподарств, 4817 родин, які мешкали в 7627 будинках.
Середній розмір родини становив 2,98.
Віковий розподіл населення поданий у таблиці:
| Стать    | До 15 років | 15-21 | 22-29 | 30-39 | 40-49 | 50-65 | 65-85 | Понад 85 |
| -------- | ----------- | ----- | ----- | ----- | ----- | ----- | ----- | -------- |
| Чоловіки | 1851        | 804   | 654   | 1257  | 1485  | 1414  | 1087  | 109      |
| Жінки    | 1767        | 727   | 743   | 1396  | 1461  | 1557  | 1551  | 373      |

## Суміжні округи
- Лайкомінг — північ
- Колумбія — схід
- Нортамберленд — південь, захід

## Виноски
1. ↑  U.S. Decennial Census. United States Census Bureau. Архів оригіналу за 19 липня 2018. Процитовано 9 березня 2015.
2. ↑  Historical Census Browser. University of Virginia Library. Архів оригіналу за 11 серпня 2012. Процитовано 9 березня 2015.
3. ↑  Forstall, Richard L., ред. (24 березня 1995). Population of Counties by Decennial Census: 1900 to 1990. United States Census Bureau. Архів оригіналу за 20 березня 2015. Процитовано 9 березня 2015.
4. ↑  Census 2000 PHC-T-4. Ranking Tables for Counties: 1990 and 2000 (PDF). United States Census Bureau. 2 квітня 2001. Архів оригіналу (PDF) за 18 грудня 2014. Процитовано 9 березня 2015.
5. ↑  State & County QuickFacts. United States Census Bureau. Архів оригіналу за 6 червня 2011. Процитовано 20 листопада 2013.(англ.) Наведено за англійською вікіпедією.
6. ↑  American FactFinder. Бюро перепису населення США. Архів оригіналу за 26 лютого 2012. Процитовано 31 січня 2008.

| США | Це незавершена стаття з географії США. Ви можете допомогти проєкту, виправивши або дописавши її. |